# Behrensdorf (Rietz-Neuendorf)
Behrensdorf (niedersorbisch Baranojce) ist ein Ortsteil der Gemeinde Rietz-Neuendorf im Landkreis Oder-Spree (Brandenburg). Behrensdorf wurde 1974 in die damalige Nachbargemeinde Ahrensdorf eingegliedert und war seither deren Ortsteil. Nach der Eingliederung von Ahrensdorf in die Gemeinde Rietz-Neuendorf im Jahre 2001 wurde Behrensdorf Ortsteil von Rietz-Neuendorf.

## Geographie

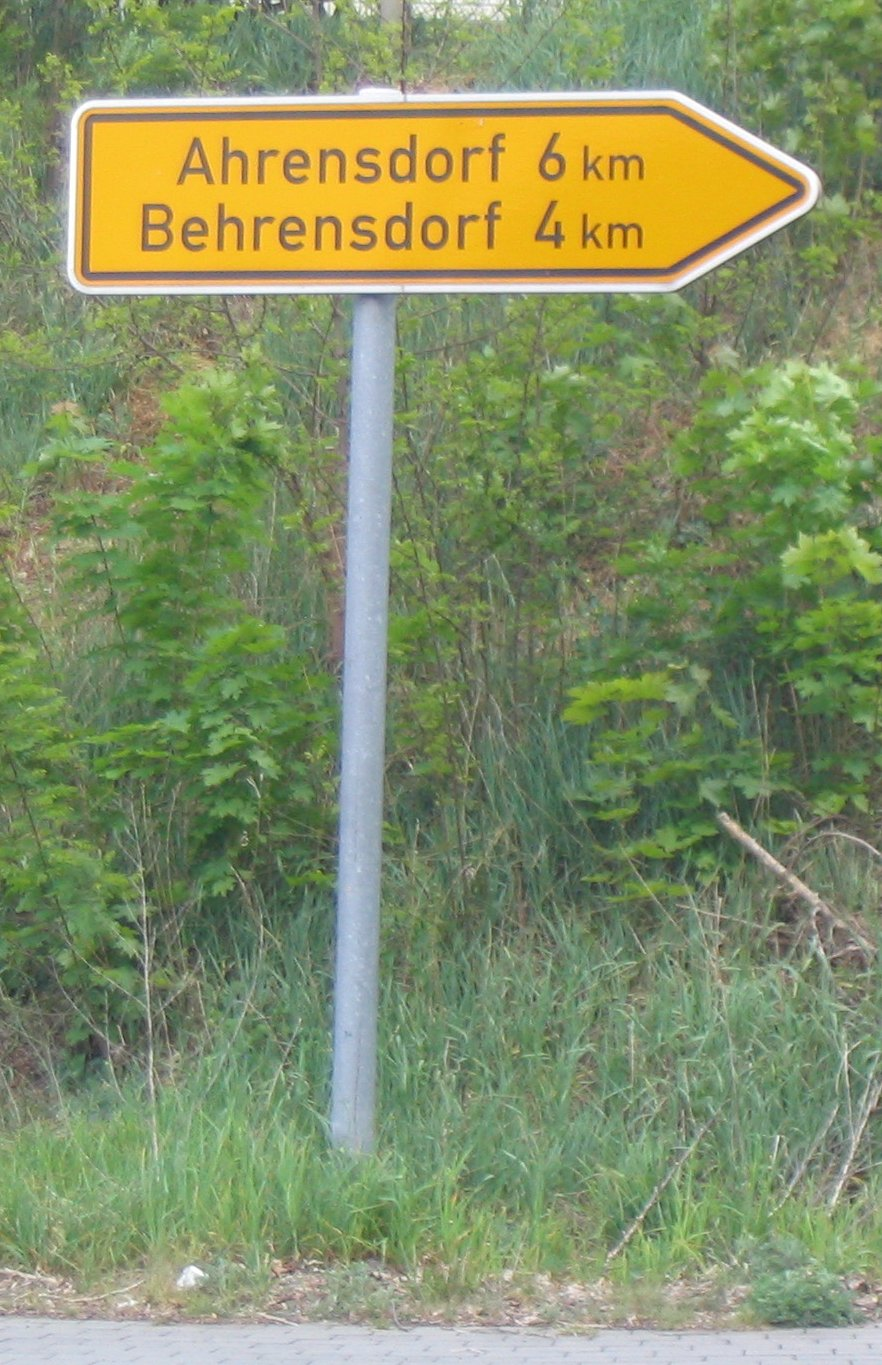
Wegweiser an der Bundesstraße 246 auf Höhe der abzweigenden Landesstraße 422

Behrensdorf liegt rund 13 Kilometer westlich von Beeskow, rund 11 km südöstlich von Storkow (Mark) sowie etwa 2 Kilometer nordwestlich von Ahrensdorf auf der Beeskower Platte. Die L 422 führt von Wendisch Rietz durch den Ort hindurch nach Ahrensdorf. Im Ort zweigt eine kleine Straße in Richtung Südwesten nach Limsdorf ab.
Von der ursprünglich 887 Hektar großen Gemarkung (1931) wurden 1945 die westlichen Teile, die näher an Wendisch Rietz liegen, abgetrennt und in Wendisch Rietz eingegliedert. Die heutige Gemarkung grenzt im Nordosten an Glienicke, im Südosten an Ahrensdorf, im Süden an den Möllendorfer Ortsteil Limsdorf und im Westen und Nordwesten an Wendisch Rietz.
Auf der Gemarkung von Behrensdorf gibt es keine permanenten Fließgewässer, im östlichen Teil bestehen Gräben mit trockenfallenden Fließgewässern. Dazu zählt der Schwenowseegraben, der, soweit er nicht trockenliegt, sein Wasser über den Schwenowsee, Drobschsee und Blabbergraben der Krummen Spree zuführt. Die Durchgängigkeit des Schwenowseegrabens soll im Rahmen des Gewässerentwicklungskonzepts (GEK) Krumme Spree wiederhergestellt werden. Den höchsten Punkt markiert ein flacher Hügel im östlichen Teil der Gemarkung, für dessen Höhe die Topographische Karte 1:25.000 Blatt 3850 (Kossenblatt) 68 m angibt. Der tiefste Punkt liegt in der südöstlichen Ecke der Gemarkung bei knapp unter 60 m.

## Geschichte

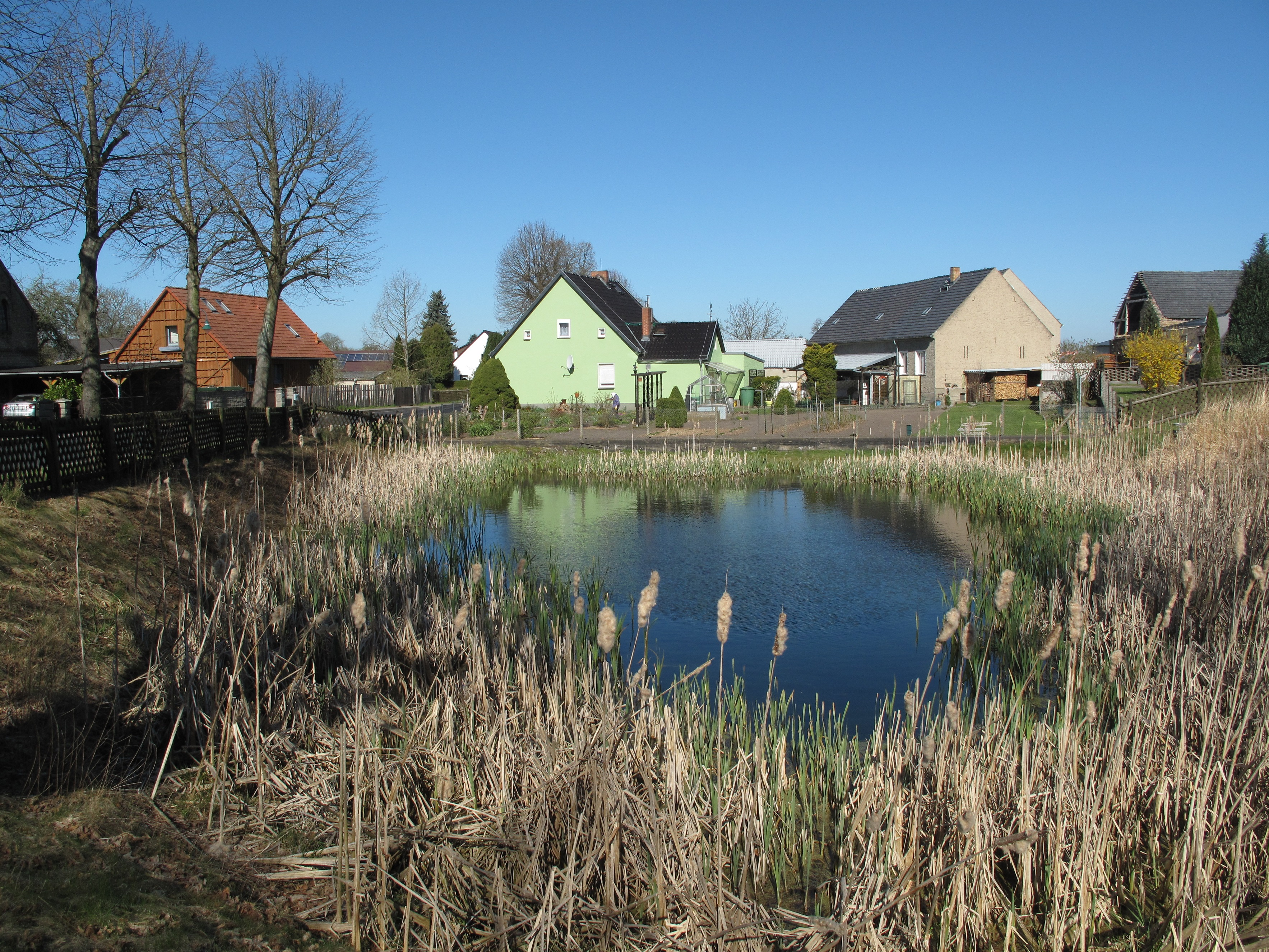
Teich auf dem Behrensdorfer Anger

Behrensdorf wurde 1443 als Bernsdorf erstmals in einer Urkunde genannt. Der Name leitet sich ab von der Koseform deutscher Personennamen wie Bernhard, Bernwart usw. Bern = Dorf eines Mannes namens Bern. Die Dorfstruktur lässt die Anlage des Orts als Angerdorf gut erkennen. Besagter Anger ist noch immer vorhanden. Dörfer dieses Typs entstanden während der Deutschen Ostsiedlung, im Fall der Gründung von „Bernsdorf“ kann aus dem Umfeld des Dorfs auf die Zeit um 1200 geschlossen werden. 

### Besitzgeschichte
Das Dorf gehörte bis 1443 zum Hausbesitz der Herrschaft Beeskow. In diesem Jahr verpfändete Friedrich von Bieberstein dem Baltzer Jessir und dessen Mutter die Hälfte von Behrensdorf. Ausgenommen davon waren 10 Tage jährlichen Hofdiensts. 1448 kam eine Hälfte des Dorfes an Georg (Jürgen) von Bursewitz zu Niederlehme und sogleich erhielt dessen Frau die urkundliche Bestätigung, dass ihr der Ort als Leibgedinge zusteht. Im selben Jahr belehnte Friedrich von Bieberstein den Balthasar Wirchau mit dem Gericht und vier Hufen in Behrensdorf. 1454 verzichtete Martin Schunemann, der Mann einer verwitweten von Borsewitz als ihr Vormund und Vormund seiner Stiefkinder auf das halbe Dorf Behrensdorf. Seinen Anspruch auf die andere Hälfte sollte er bis zum Michaelistag des kommenden Jahres vor dem Herren der Herrschaft Beeskow Wenzel von Bieberstein erheben, an welchen diese Hälfte andernfalls heimfiele.
Anscheinend war das Dorf tatsächlich wieder an die Herrschaft Beeskow zurückgefallen. 1454 verschrieb man Hans Jessir das halbe Dorf Behrensdorf für 20 Schock Groschen. 1495 belehnte Erhardt von Koßpot, kurfürstlich-sächsischer Amtmann in Beeskow, einen Friedrich von Gera mit einem Freihof, vier Hufen und einer Schäferei in Behrensdorf. 1518 hatte der Hauptmann Harttwig plow/plawen (Ihlow?) zu Lebus einen Zweihufenbauern im Ort, der jedoch dem Haus Storkow diente. 1463 und 1556 bis 1599 empfingen die von Löschebrand die Hebungen eines Zweihüfners in Behrensdorf. Schon vor 1522 hatte Melchiot von Rottstock (Rathstock) den Freihof, die vier Hufen und die Schäferei in Behrensdorf erworben. In diesem Jahr verkaufte er diese Lehnstücke an seinen Lehnherrn Bischof Dietrich von Lebus für 203 Gulden. 1577 belehnte Johann Georg, Markgraf und Kurfürst von Brandenburg, den Clemens Ludwig mit Behrensdorf. Bis 1588 war Behrensdorf an Wenzel von Bennewitz verkauft worden. Er erhielt am 23. Januar 1588 die Zustimmung des Kurfürsten Johann Georg zum Verkauf eines Ackers in Behrensdorf. Das Dorf fiel später wieder an das Amt Beeskow zurück und war bis 1872/4 Amtsbesitz.
| Jahr      | 1774 | 1801 | 1818 | 1837 | 1858 | 1875 | 1890 | 1910 | 1925 | 1939 | 1946 | 1950 | 1964 | 1971 |
| Einwohner | 86   | 79   | 98   | 124  | 164  | 173  | 150  | 134  | 175  | 167  | 208  | 203  | 155  | 133  |

### Dorfgeschichte

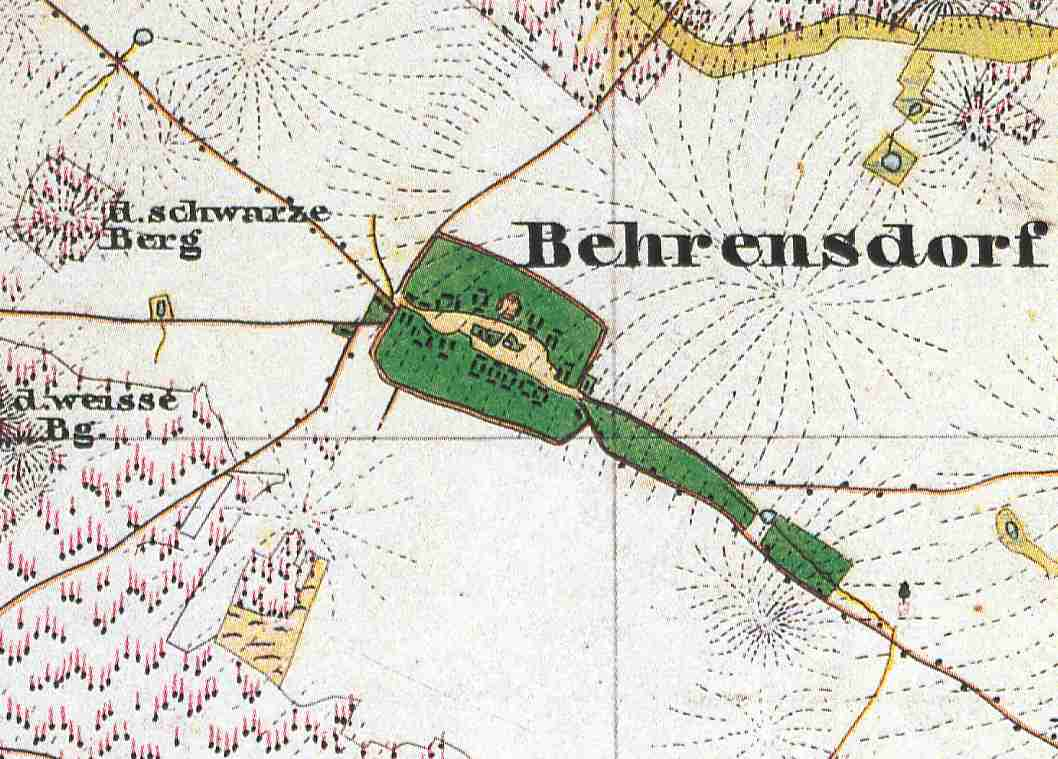
Ausschnitt aus dem Messtischblatt 3850 Kossenblatt, 1846

1518 hatte der Lehnschulze sechs Hufen unter dem Pflug, ein Bauer bewirtschaftete vier Hufen, ein anderer Bauer 3,5 Hufen, fünf Bauern bebauten je drei Hufen und ein Bauer zwei Hufen. Außerdem lebten zwei Kossätenfamilien im Dorf, die Nebenerwerbslandwirtschaft betrieben. Insgesamt hatte das Dorf 30,5 Hufen. 1537 wird der Amtsanteil mit einem Sechshufenbauern, sieben Dreihufenbauern und drei Kossäten angegeben. 1576 wohnten neun Bauern, drei Kossäten und ein Häusler in Behrensdorf. 1600 waren es 30 Bauernhufen. 1639 gaben noch der Schulze und 12 weitere Untertanen Getreidezinsen an das Amt Storkow. 1641 waren nur noch vier Untertanen übrig geblieben. 1652 war das Schulzengut mit sechs Hufen wieder besetzt, ebenso ein Bauerngut mit 3,5 Hufen. Aber von fünf Dreihufenhöfen waren zwei wüst, auch einer von zwei Einhufenhöfen war noch nicht besetzt. Von den vier Kossäten bewirtschafteten drei je eine Hufe und einer eine halbe Hufe. Die wüsten Acker wurden aber von den anderen Dorfbewohnern genutzt. Das Gemeindehirtenhaus bewohnte ein Hirte. 1692 war aus dem Zustand von 1652 ein Dauerzustand geworden. Die wüst gewordenen Bauernhöfe waren nicht mehr besetzt und die Hufen verteilt worden. Eines der drei großen Felder wurde als gering bezeichnet, weil es sandigen Boden hatte. Der Ertrag auf den Feldern war vergleichsweise gering, die Bauern ernteten „kaum das 3. Korn“. Es gab nur wenige Wiesen und unzureichende Hütung, sodass die Einwohner nur einige Schafe hielten. Dafür gab es aber genügend Brennholz. 1727 werden 33 Hufen genannt, die von 13 Hufenbauern bewirtschaftet wurden. 1743 sind es dagegen nur 30 Hufen. Der Lehnschulze bewirtschaftete sechs Hufen, drei Bauern je drei Hufen, sechs Kossäten eine Hufe und zwei Kossäten eineinhalb Hufen. 
1775 gab es im Ort 15 Feuerstellen; im Ort wohnten vier Bauern, acht Kossäten und drei Büdner oder andere jeweils mit ihren Familien. Der Ort hatte 86 Einwohner. Im Jahre 1801 wird die Bevölkerung wie folgt aufgeschlüsselt: ein Lehnschulze, drei Ganzbauern, acht Ganzkossäten, ein Einlieger und ein Schmied, die in 16 Feuerstellen lebten. Zu diesem Zeitpunkt hatte Behrensdorf 79 Einwohner. Im Ort war ein Nebenzollamt, die Feldmark war in 33 Hufen unterteilt. Bis 1837 stieg der Wohngebäudebestand auf 20 Wohnhäuser und bis 1858 auf 21 Wohnhäuser an, zusätzlich waren 42 Wirtschaftsgebäude in Gebrauch. 1864 war anscheinend ein Bauer ausgekauft und mit dem Lehnschulzengut verbunden worden. Um 1900 gab es 23 Wohnhäuser, 1931 27 Wohnhäuser. 1939 bewirtschafteten zwei land- und forstwirtschaftliche Betriebe über 100 Hektar. Es gab neun Betriebe zwischen 20 und 100 Hektar, sechs Betriebe mit 10 bis 20 Hektar, einen Betrieb mit 5 bis 10 Hektar und sechs Betriebe mit 0,5 bis 5 Hektar. 
Nach dem Zweiten Weltkrieg wurde ein Gut enteignet und 101 Hektar im Rahmen der Bodenreform aufgeteilt. Acht landlose Landarbeiter und landlose Bauern erhielten 34 Hektar, neun Umsiedler 67 Hektar. Das zweite große Gut wurde in ein Volkseigenes Gut umgewandelt. 1956 wurde die Landwirtschaftliche Produktionsgenossenschaft (LPG) Typ III gegründet. Sie hatte 1960 36 Mitglieder in 18 Betrieben und bewirtschaftete 211 Hektar Nutzfläche. Eine zweite LPG Typ I hatte fünf Mitglieder auf 42 Hektar Nutzfläche und wurde nach 1965 an die LPG Typ III angeschlossen. 1970 erfolgte der Anschluss der LPG Ahrensdorf an die LPG Typ III Behrensdorf. Vier Jahre später wurde die LPG Typ III Behrensdorf an die LPG Typ III Limsdorf angeschlossen. Ab 1977 ging die Verwaltung des Volkseigenen Guts in Behrensdorf auf das Volkseigene Gut Lindenberg über. 

## Politische Zugehörigkeit

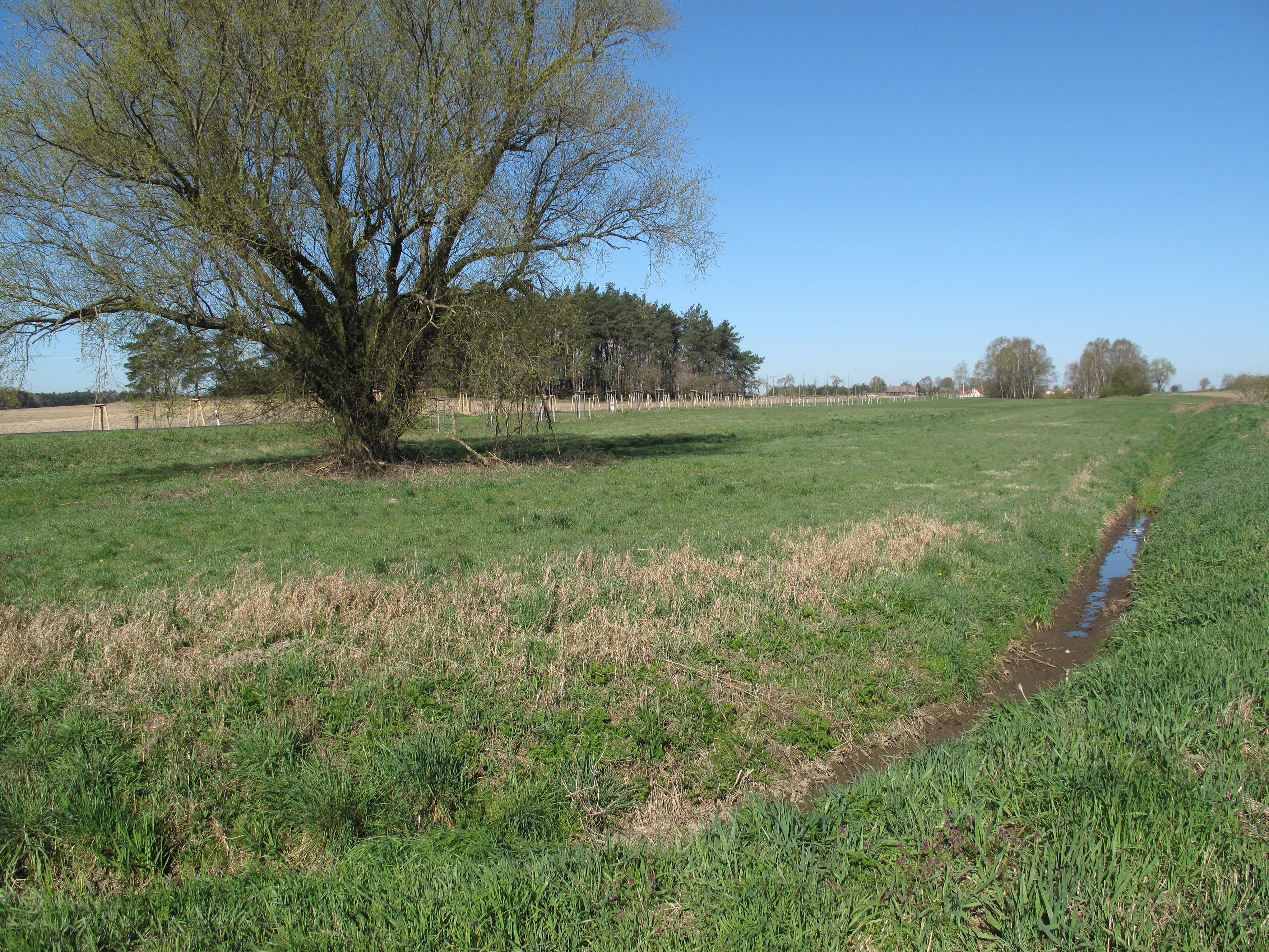
Kulturlandschaft und Schwenowseegraben südöstlich des Dorfkerns

Der Ort gehörte zur ursprünglich niederlausitzischen Herrschaft Beeskow. 1518 kam die Herrschaft Beeskow zunächst als Pfand an den Bischof von Lebus. 1556 ging das Pfand weiter an den brandenburgischen (Mit-)Kurfürsten Johann von Küstrin, der 1571 starb. 1575/6 kam die Herrschaft Beeskow endgültig an Brandenburg, war jedoch bis 1742 ein böhmisches Lehen. Im 17. und 18. Jahrhundert bildete sich aus den beiden Herrschaften Beeskow und Storkow der Beeskow-Storkowische Kreis heraus, der 1815 aufgelöst wurde. Das Gebiet der ehemaligen Herrschaft Beeskow wurde an den Kreis Lübben angeschlossen, das Gebiet der ehemaligen Herrschaft Storkow wurde mit dem Teltowischen Kreis zum Kreis Teltow-Storkow vereinigt. 1835 wurde die Teilung der beiden Herrschaften rückgängig gemacht und es entstand der Kreis Beeskow-Storkow. In einer ersten Kreisreform 1950 in der damaligen DDR wurde der Kreis Beeskow-Storkow erneut aufgelöst. Der nördliche Teil – darunter auch Behrensdorf – kam an den Kreis Fürstenwalde. 1952 wurde der neue Kreis Beeskow im Bezirk Frankfurt (Oder) gebildet. Nach der Wende wurde der Kreis Beeskow in Landkreis Beeskow umbenannt. 1992 schloss sich Ahrensdorf mit seinem Ortsteil Behrensdorf mit 12 anderen Gemeinden zum Amt Glienicke/Rietz-Neuendorf zusammen. 1993 wurde schließlich der Landkreis Beeskow mit den Landkreisen Eisenhüttenstadt, Fürstenwalde und der kreisfreien Stadt Eisenhüttenstadt zum Landkreis Oder-Spree fusioniert. Zum 31. Dezember 2001 schlossen sich Ahrensdorf, Birkholz, Buckow, Drahendorf, Görzig, Groß Rietz, Herzberg, Neubrück (Spree), Pfaffendorf, Sauen und Wilmersdorf zur neuen Gemeinde Rietz-Neuendorf zusammen. Zum 26. Oktober 2003 wurden schließlich auch noch die zwei letzten amtsangehörigen Gemeinden Alt Golm und Glienicke per Gesetz in die Gemeinde Rietz-Neuendorf eingegliedert und das Amt Glienicke/Rietz-Neuendorf damit aufgelöst. Die Gemeinde Rietz-Neuendorf ist seither amtsfrei. Behrensdorf erhielt den Status eines Ortsteils in der neuen Gemeinde mit eigenem Ortsbeirat und Ortsvorsteher. Der Ortsbeirat besteht aus drei Mitgliedern und wählt aus seiner Mitte den Ortsvorsteher. Amtierende Ortsvorsteherin 2015 ist Cornelia Stotz.

## Kirchliche Zugehörigkeit
Der Ort hat keine Kirche und war immer nach Ahrensdorf eingekircht.

## Denkmale und Sehenswürdigkeiten
Die Denkmalliste des Landes Brandenburg für den Landkreis Oder-Spree führt für Behrensdorf ein Bodendenkmal auf.
- Nr. 90602 Dorfkern deutsches Mittelalter, Dorfkern Neuzeit, Siedlung Urgeschichte

## Belege